# Fécamp
Fécamp é uma comuna francesa na região administrativa da Normandia, no departamento de Sena Marítimo. Estende-se por uma área de 15,07 km². Em 2010 a comuna tinha 18 540 habitantes (densidade: 1 230,3 hab./km²).